# گوتلوب فرگه
فریدریش لودویگ گوتلوب فرگه (آلمانی: Friedrich Ludwig Gottlob Frege; زادهٔ ۱۸۴۸ – درگذشتهٔ ۱۹۲۵) ریاضی‌دان، منطق‌دان و فیلسوف برجستهٔ آلمانی در اواخر سدهٔ نوزدهم و اوایل قرن بیستم میلادی است.
دستگاه صوری او، در واقع، عبارت بود از حساب محمولات برای نمایش منطق تفکّر و استنباط (Inference)، و فرگه با ایجاد این نظام صوری سهم به‌سزایی در بنیان‌گذاری منطق نوین دارد.

## زندگی
در بارهٔ زندگی شخصی وی یافته‌های زیادی در دسترس نیست. گفته شده که زندگانی وی آکنده از مصیبت بوده است. او در ۸ نوامبر ۱۸۴۸ در ویسمار در مکلنبورگ-فورپومرن، ناحیه‌ای در شمال آلمان زاده شد. هجده ساله که بود پدر و در ۳۰ سالگی مادرش را از دست داده است. در این که فرزندی داشته یا نه میان محققان اختلاف وجود دارد. باور بر این است که تمام فرزندان وی در جوانی با مرگ هم آغوش شده‌اند و همسرش نیز به مرگی زود هنگام مرده است. فرگه در بیشتر زمان عمرش از بیماری رنجور بود. پسر خواندهٔ وی به نام آلفرد پس از مرگش زنده ماند ولی او هم در جنگ کشته شد.

## تحصیلات
فرگه در ۲۱ سالگی وارد دانشگاه ینا شد. دو سال بعد به دانشگاه گوتینگن رفت، جایی که وی دکترایش در هندسه را گرفت. وی بلافاصله پس از آن برای گرفتن کرسی تدریس به دانشگاه ینا بازگشت، ولی گرفتن آن پست هیچ حمایت مالی‌ای را برای وی در برنداشت و ناچار شد از مادرش کمک بگیرد. فرگه در دانشگاه ینا باقی ماند. تا این که به مقام استاد تمام افتخاری در ۱۸۹۶ دست یافت. وی سرانجام در سال ۱۹۱۸ بازنشست شد.

## منطق عینی است
دیدگاه فرگه درباب عینیت منطق به‌طور کلی این است:
چیزی از چیز دیگری یا لازم می‌آید یا نمی‌آید و در هر صورت این اثر یا امر، ارتباطی با روان‌شناسی آدمی ندارد. به کلی می‌توان گفت منطق ساختهٔ دستگاه فکری انسان نیست. روابط منطقی کاملاً از ذهن مستقل است، و موجودات می‌توانند این رابطه را کامل درک کنند، ناقص درک کنند یا اصلاً نادیده بگیرند یا حالات دیگر. گزاره‌های منطقی حقایقی عینی هستند که ممکن است ما آنها را درک کنیم یا بلعکس، ولی ارتباطی با وجوه فکر و عقلی بشر ندارد. پیش از این، پرسش فلسفی دکارت که "من چه می‌توانم بدانم؟" در فلسفه غربی ریشه کرده بود بدین صورت که معرفت‌شناسی عامل اصلی شناخت و فهم ما از جهان معرفی می‌شد و اینگونه فکر می‌کردند که:<موضوع عمده تحقیق در ذهن افراد می‌گذرد>. در صورتی که فرگه این سخن را قبول نکرد و گفت فلسفه باید بر پایه منطق باشد.